# 海峽兩岸互不隸屬
「海峽兩岸互不隸屬」，簡稱「兩岸互不隸屬」，是中華民國政府對於臺海現狀與海峽兩岸關係的政策定位及政治口號。此一詞彙於李登輝總統任內，提出階段性兩個中國、一個分治的中國等陳述方案中作爲附屬表述，後在蔡英文政府任內將此表述變換為「中華民國與中華人民共和國互不隸屬」，作為民主進步黨執政下的中華民國對於兩岸政策論述的主軸，並被繼任的賴清德政府大幅沿用。
這個論述主張，中華民國在1912年建國，成為一個獨立的主權國家，1949年中華人民共和國建國後，在中國大陸形成另一個獨立主權國家；中華人民共和國從未統治臺灣，中華民國目前亦只統治台澎金馬，雙方各有其國民以及領土，並無重叠或從屬，應將彼此關係定位為互不隸屬的兩個主權國家，互不侵犯，在國際上的地位平等，如同東德與西德、南韓與北韓之間的關係。因為對於台灣國家地位尚有歧見，對於可否承認中華人民和國是獨立主權國家、中國大陸地區是否仍是中華民國的一部份等議題，在法律上亦有爭議，因此中華民國朝野政黨，對該論述並無支持的共識。反對者將其與李登輝政府1999年提出的「特殊的國與國關係」相連結，稱之為「新兩國論」。
中華人民共和國方面認為，這個論述違背歷史與法律的現實狀況。在其觀點下，1949年中華人民共和國成立，國際社會陸續承認其是中國合法代表，這並非是將解放區從中國版圖中分裂出去，而是「在同一国际法主体没有发生变化的情况下新政权取代旧政权，中国的主权和固有领土疆域并未由此而改变」；雖然「海峡两岸陷入长期政治对立的特殊状态」，但绝不导致台湾可以用中华民国的名义自立为一个主权国家，也不意味着海峡两岸已经分裂成为两个主权国家。

## 發展歷史
在蔣經國執政時期，歷經退出聯合國與台美斷交，中華民國政府逐漸傾向支持兩個中國，逐步放棄反攻大陸。在李登輝執政時，提出多個官方陳述方案，其中包含了最早版本的兩岸互不隸屬。在陳水扁與馬英九執政時期，包括馬英九等人，都曾經引述這個方針，將它合併在自己的政策中。在蔡英文總統執政時，將這個陳述方案發展為一個獨立的對中國政策。
作為政治修辭，在李登輝總統之外，包括連戰、蘇起、馬英九、蔡英文等人都曾經使用過這個名詞，但對於這個口號的實質內容為何，各政治人物則抱持不同看法。在李登輝執政初期，以「一个中国，两个政治实体」定位两岸關係，避免承認對方的國家地位，以消除分裂國家主權的爭議。這個主張被中國國民黨繼承，在馬英九政府沿用並發展。
在李登輝執政後期，則提出了「特殊的國與國關係」的主張，將雙方定位為平等的兩個主權國家，這個主張被陳水扁，蔡英文以及現任賴清德總統所繼承。2021年蔡英文總統發表四個堅持，將「中華民國與中華人民共和國互不隸屬」作為兩岸政策核心，強調中華民國政府擁有主權，不受中華人民共和國干涉。

### 李登輝執政時期
1992年，國家統一委員會通過《關於「一個中國」的涵義》決議案，主張「民國38(1949)年起，中國處於暫時分裂之狀態，由兩個政治實體，分治海峽兩岸，乃為客觀之事實，任何謀求統一之主張，不能忽視此一事實之存在」。在這個決議案中，認為中華民國主權及於整個中國大陸，但目前治權只及於臺澎金馬。臺灣固為中國之一部分，但大陸亦為中國之一部分」，形成了海峽兩岸分裂分治的官方方案，在這個方案下，中華民國與中華人民共和國都不是獨立國家，而是兩個對等政治實體。同年，中華民國與中華人民共和國代表在香港進行九二香港會談，雙方對於一個中國的具體内涵與進行中國統一的具體方式沒有達成共識，僅在會後就「兩岸均堅持一個中國、謀求統一，但對其中政治意涵認知不同，在事務性協商中可以不涉及」的口頭表述互致書信換文，形成九二共識。
1993年，亞太經濟合作會議在美國召開首次亞太經合會經濟領袖會議。中國國家領導人江澤民向國際社會表達，一個中國即是中華人民共和國，台灣是中國的一個省，為中華人民共和國不可分割的領土之一。中華民國特使江丙坤則提出階段性兩個中國，聲明中華民國與中華人民共和國在現況是兩個不同的主權國家，領土各自分離。
1994年，陸委會發布《臺海兩岸關係說明書》，強調中華民國是個具備獨立主權的國家，反對中華人民共和國對台灣擁有管轄權的說法，聲明雙方為平等的政治實體，管轄權各自分離。
1995年，為回應江八點，李登輝總統發布了俗稱李六條的談話，其中提到「民國三十八年以來，台灣與大陸分別由兩個互不隸屬的政治實體治理，形成了海峽兩岸分裂分治的局面，也才有國家統一的問題」。在這個談話中，將「臺灣固為中國之一部分，但大陸亦為中國之一部分」修改為「台灣與大陸分別由兩個互不隸屬的政治實體治理」。

#### 1996年總統直選後
因應中國最高領導人江澤民持續進行國際宣傳，聲稱擁有台灣主權的說法，積極與美國發展關係。為強化中華民國的國家地位，防止中華人民共和國併吞台灣，李登輝總統於1998年成立「强化中華民國主權國家地位專案小組」，组织許宗力等學者，提出了可將兩岸關係定位為「特殊的國與國關係」的報告，以歷次修憲來論述中華民國自成一個主權國家的法理基礎，並建議進行修憲、修法等相關法律工程。
因情報指出中華人民共和國最高領導人江澤民計劃在1999年10月1日中華人民共和國建國五十周年國慶當日，向國際宣布，在汪道涵訪台時，兩岸將共同推動中國統一，以一國兩制為目標，展開政治談判。國安單位認為這個宣告將會在國際上破壞中華民國主權獨立的地位，李登輝總統決定於當年七月先行接受德國之聲訪問時，提出《兩國論》，以聲明台灣並不接受統一的政治談判，阻止江澤民的計劃。
李登輝於1999年5月在接受德國之聲訪談時發表談話，認為中華民國從1912年建立以來，一直都是主權獨立的國家。在1949年中華人民共和國建國之後，海峽兩岸分裂分治。中華民國與中華人民共和國，雙方都是主權獨立國家，海峽兩岸互不隸屬，如同韩国與朝鲜，西德與東德之間的闗係。因為歷史與民族情感等因素，兩國間存在著一種特殊的國家與國家之間的關係。
此事引起中國大陸方面强烈反彈，以一連串軍事演習進行灰色地帶攻擊。在2000年，中華人民共和國發布《一個中國的原則與台灣問題》，提出對台動武條件。如果出現「台灣被以任何名義從中國分裂出去」的重大事變，則將采取激烈措施。

### 陳水扁執政時期
2000年5月，繼任總統的陳水扁上任時作出「四不一沒有」宣示，包括「不推動兩國論入憲」，停止了將兩國論一主張法制化的進程。對中國的主要方針為未來一中與四不一沒有。官方陳述方案仍然採用李登輝時期的方案，但在競選期間曾提出一邊一國口號，提倡台灣與中華人民共和國是兩個不同國家的主張。
2003年，馬英九擔任中國國民黨副主席任內，曾經提出「中華民國是主權獨立的國家，兩岸互不隸屬」，與李登輝時期的陸委會論述相近。

### 馬英九執政時期
在馬英九總統任內，大體上仍然接受李登輝時期的互不隸屬論述，反對兩國論，認為中華人民共和國與中華民國不是兩個國家，主張在兩岸之間應該避免談到國家地位與國家主權。在台灣內部主張憲法一中，即中華人民共和國並非獨立主權國家，是《中華民國憲法》下的「大陸地區」，與中華民國同屬一個中國，並非是兩個國家；在與中華人民共和國交往時，雙方基於九二共識，相互擱置關於「一個中國」具體内涵的分歧，不明確說明中華人民共和國不是獨立主權國家的事實。
陸委會主委賴幸媛、夏立言皆曾提出「兩岸互不隸屬是政治現狀」。不過，上述「兩岸互不隸屬」指的皆是《中華民國憲法》中的自由地區與大陸地區分裂分治，二者同屬一個中國，中華民國與中華人民共和國不是兩個國家。

## 蔡英文執政時期
在蔡英文總統執政之後，採用「特殊國與國關係」方案，將兩岸互不隸屬由論述方案提升為國家政策方針。依據這個政策，於2021年10月10日，在國慶演說，提出「四個堅持」的兩岸政策口號，即
|                          | 永遠要堅持自由民主的憲政體制，堅持中華民國與中華人民共和國互不隸屬，堅持主權不容侵犯併吞，堅持中華民國台灣的前途必須遵循全體台灣人民的意志。 |
| ——蔡英文，2021年10月10日 | |

首次將「兩國互不隸屬」作為兩岸論述主軸。2023年8月7日，賴清德副總統接受採訪時重申兩國互不隸屬，稱這就是「務實的臺獨工作者」的含義；同年12月30日，賴清德在競選總統的電視辯論會表示台独的定义就是兩國互不隶属。

## 現行版本
2024年5月20日，賴清德總統在就職演說中進一步闡釋該口號：
|                         | 我們都知道，有主權才有國家！根據中華民國憲法，中華民國主權屬於國民全體；有中華民國國籍者，為中華民國國民；由此可見，中華民國與中華人民共和國互不隸屬。每一個人，都要團結、愛護國家；任何一個政黨，都要反併吞、護主權，不可為了政權犧牲國家主權。 |
| ——賴清德，2024年5月20日 | |

其説理依據是，陸男國賠案引起政治風波後，行政院2023年5月發函裁示，中華民國國民僅包括台灣地區人民和台灣地區無戶籍國民二類，不再將中國大陸人民視為具有中華民國國籍。
2025年6月，賴清德在「團結國家十講」首講中，以領土、國民等要素論證台澎金馬的獨立主權國家地位：
|                         | 臺澎金馬定期改選各級政府，執行公權力，並對外進行外交、擁有國防力量，是由這塊土地上的2,300萬人民所組成的政治共同體。因此，臺灣當然是一個國家。……國家主權屬於2,300萬人民，因為我們的主權與治權就是臺澎金馬。而《中華民國憲法》第2條明定「中華民國之主權屬於國民全體」，第3條「具有中華民國國籍者為中華民國國民」。換句話說，要有中華民國身分證或護照，才能稱之為中華民國國民，也才能擁有國家主權。目前擁有中華民國國籍者就是臺澎金馬約2,300萬人。 |
| ——賴清德，2025年6月22日 | |

其又指出，有近八成民眾認同「中華民國與中華人民共和國互不隸屬」。
基於「中華人民共和國與中華民國互不隸屬」的政策立場，賴清德政府改變過去「特別法優於普通法」的觀點，對於依《兩岸人民關係條例》入籍台灣的大陸配偶，以其「未放棄中華人民共和國國籍」為由，援引《國籍法》禁止其參政，引起史雪燕案的行政訴訟。

## 觀點

### 中華人民共和國
2021年，中共中央台辦認為蔡英文提出的兩國互不隸屬是在販賣兩國論、謀獨。

### 臺灣
台大政治學榮譽教授明居正2024年6月受訪說，兩岸關係的定位問題不只是法律問題，更重要的是戰略考量，為台灣在未來的兩岸接觸談判中，創造更大的戰略空間。「中華民國與中華人民共和國互不隸屬」與1999年提出的「特殊的國與國關係」一樣，都是為了拉遠兩岸距離、拉大談判的戰略空間的動作；而後來馬英九政府輕易回到一個中國框架之下，其政治理念固然可嘉，但從謀略角度並不明智。

### 歐洲聯盟
2024年2月28日，歐洲議會通過外交政策年度報告，其中提到「中國與台灣互不隸屬」。